# Chefe Joseph
Chefe Joseph foi um líder de resistência indígena nos Estados Unidos. Era chefe da tribo Nez Perce e rendeu-se com a sua tribo depois de uma longa retirada. Ganhou a admiração dos seus adversários por ter-se rendido evitando a morte de mulheres e crianças da sua tribo. foi batizado com o mesmo nome cristão e mais tarde ficou conhecido com "Velho Joseph" ou "Joseph o ancião".
Depois da sua rendição percorreu a América e a Europa com o circo de Buffalo Bill.
Foi morto por um policial da reserva em 1904.